# Juan Hidalgo
Juan Hidalgo de Polanco, född den 28 september 1614 i Madrid, död där den 31 mars 1685, var en spansk tonsättare och harpist.
År 1630 eller 1631 blev Hidalgo harpist vid det kungliga hovkapellet, där han framförde såväl sakral som profan musik. Omkring 1645 blev han ledare för hovets kammarmusiker och huvudkompositör av villancicos, sånger, och musik för teatern. Hidalgo blev sin tids mest inflytelserike tonsättare i den spansktalande världen. Hans plats inom Spaniens teaterhistoria är jämförbar med Purcells i Storbritannien och Lullys i Frankrike. 